# Colchester (Illinois)
Colchester ist eine City im McDonough County, Illinois in den Vereinigten Staaten. 

## Geographie

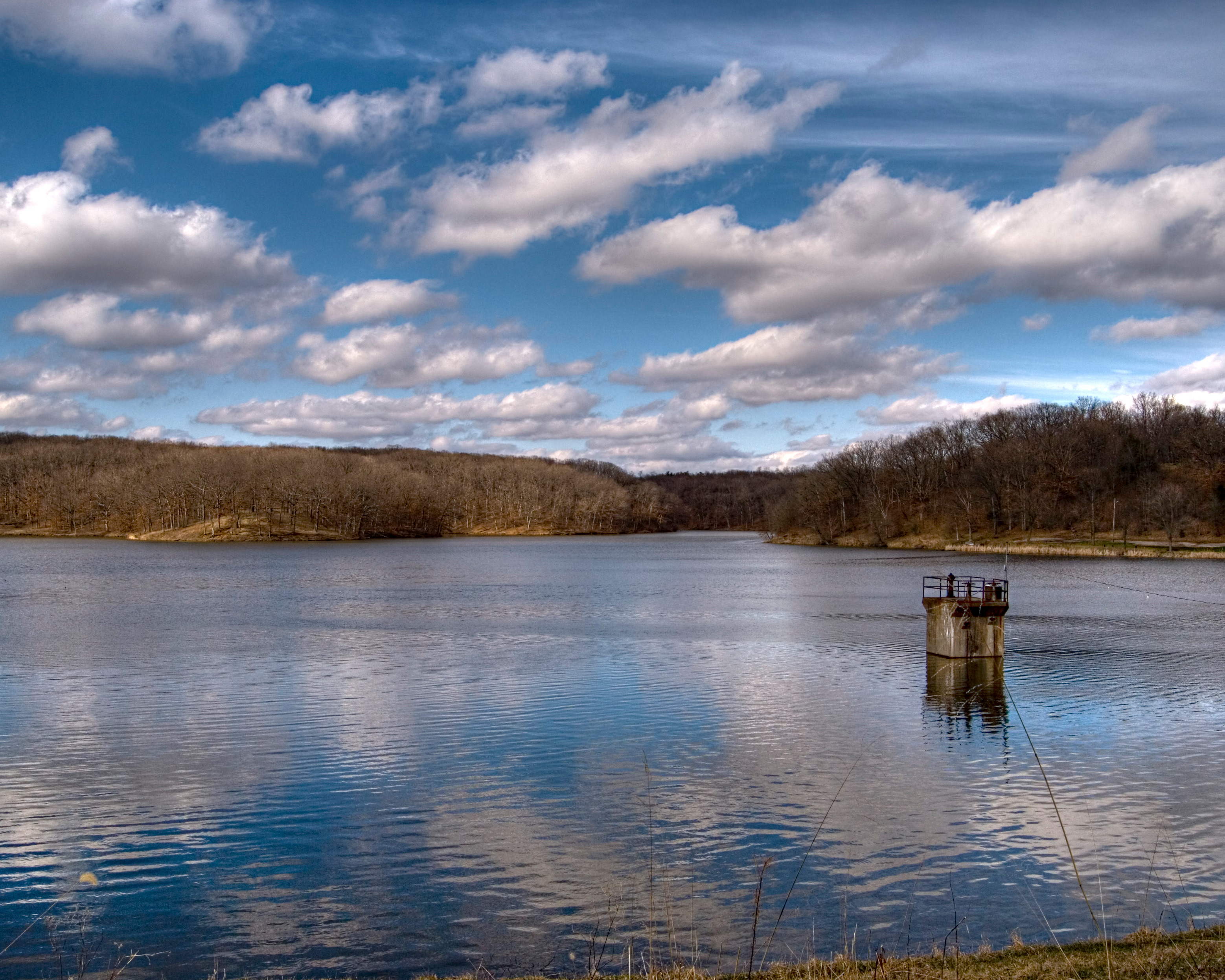
Argyle Lake State Park

Der Ort im Westen des Bundesstaates liegt etwa 50 Kilometer vom Mississippi entfernt.
Nördlich des Ortes liegt der Argyle Lake State Park, in dem es schon zu Kontakt zum legendären Bigfoot gekommen sein soll.
Im Süden befindet sich noch auf dem Gebiet des gleichnamigen Colchester Township mit der Siedlung Fandon der Hauptort des fiktiven US-Bundesstaates Forgottonia.

## Persönlichkeiten
- John Travis Nixon (1867–1909), Journalist